# ウランゲリ島
ウランゲリ島（ウランゲリとう、ロシア語: Остров Врангеля, ラテン文字転写: Ostrov Vrangelya、英: Wrangel Island）は、北極海、東シベリア海とチュクチ海との間にあるロシア領の島。英語名はランゲル島。極東連邦管区のチュクチ自治管区に所属している。大陸とはロング海峡を挟む。経度180度の子午線が通るが、日付変更線は島の東側に引かれている。

## 概要
ウランゲリ島はツンドラ気候に属するが、第四紀の氷河期に氷河に覆われなかったため、生物多様性は非常に高く、23種の固有種を含む417種または亜種の維管束植物が確認できる。島は多くのタイヘイヨウセイウチ、トナカイ、ホッキョクギツネの生息地およびアザラシ、ウランゲルレミング、ホッキョクグマの繁殖地となっているほか、メキシコ沿岸から回遊するコククジラの餌場やシロフクロウ、ハクガン、ハヤブサなどの約100種の渡り鳥の営巣地（うち一部の鳥類にとっては最北端の営巣地に当たる）でもある。また、ウランゲリ島は独自の進化の温床でもある。例えば、ウランゲルレミングは既に種分化し、他の北極圏のレミングより高い個体群密度と異なる行動を示した。島のトナカイも大陸の個体と異なる身体的適応を見せた。
島の名前は探検家フェルディナント・フォン・ウランゲルにちなむ。彼はチュクチ族から島の位置を聞いて探索に向かったものの、見つけることはできなかった。島を「発見」したのはアメリカの捕鯨船船長トマス・ロング（Thomas Long）である。
1911年には、ロシア人のグループが上陸した。1921年、カナダの探検家ヴィルヒャムル・ステファンソンはこの島をカナダ領とするため、カナダ人1名・アメリカ人3名・イヌイット1名、合計5名からなる移住者の一行を送った。しかしこの初期メンバーで生き残ったのはイヌイット1人のみであった。1923年にはあらためて13名（アメリカ人1名・イヌイット12名）からなる移住グループをこの島に送り込んだが、1924年にソビエトはステファンソンの送り込んだイヌイットを国外退去させ、現在ある町をつくった。
最後の氷河期、ウランゲリ島にはマンモスが生息していた。このマンモスは島嶼化によって一般的なマンモスより小型だった。考古学的証拠から、紀元前1700年頃に最後のマンモスがこの島で原住民に狩猟されて絶滅したと考えられている。

ただし最新の研究で、こうした考えに疑問が出され、人類の到達する約100年前にマンモスが絶滅していると考えられること、遺伝的多様性も維持されていたという調査結果から、環境の緩やかな変化や狩猟によってではなく、巨大な嵐、細菌、ウイルスといった突発的な事件によってマンモスは絶滅したのではないかという説も出されている。
同島と周辺のヘラルド島（ゲラリド島）を含む自然保護区は、2004年にはユネスコの世界遺産に自然遺産として登録された。

## 気候
ケッペンの気候区分ではツンドラ気候(ET)に属する。
| ウランゲリ島の気候          | ウランゲリ島の気候 | ウランゲリ島の気候 | ウランゲリ島の気候 | ウランゲリ島の気候 | ウランゲリ島の気候 | ウランゲリ島の気候 | ウランゲリ島の気候 | ウランゲリ島の気候 | ウランゲリ島の気候 | ウランゲリ島の気候 | ウランゲリ島の気候 | ウランゲリ島の気候 | ウランゲリ島の気候 |
| 月                          | 1月                | 2月                | 3月                | 4月                | 5月                | 6月                | 7月                | 8月                | 9月                | 10月               | 11月               | 12月               | 年                 |
| --------------------------- | ------------------ | ------------------ | ------------------ | ------------------ | ------------------ | ------------------ | ------------------ | ------------------ | ------------------ | ------------------ | ------------------ | ------------------ | ------------------ |
| 最高気温記録 °C （°F）      | 1.5 (34.7)         | −0.2 (31.6)        | 0.2 (32.4)         | 2.5 (36.5)         | 9.6 (49.3)         | 15.9 (60.6)        | 18.2 (64.8)        | 16.7 (62.1)        | 11.9 (53.4)        | 5.3 (41.5)         | 1.8 (35.2)         | 2.0 (35.6)         | 18.2 (64.8)        |
| 平均最高気温 °C （°F）      | −19.4 (−2.9)       | −19.9 (−3.8)       | −18.6 (−1.5)       | −12.8 (9)          | −2.9 (26.8)        | 3.4 (38.1)         | 5.9 (42.6)         | 5.2 (41.4)         | 1.8 (35.2)         | −4.1 (24.6)        | −10.4 (13.3)       | −16.8 (1.8)        | −7.4 (18.7)        |
| 日平均気温 °C （°F）        | −22.8 (−9)         | −23.5 (−10.3)      | −22.4 (−8.3)       | −16.6 (2.1)        | −5.7 (21.7)        | 0.9 (33.6)         | 3.0 (37.4)         | 2.8 (37)           | 0.0 (32)           | −6.1 (21)          | −12.9 (8.8)        | −19.7 (−3.5)       | −10.3 (13.5)       |
| 平均最低気温 °C （°F）      | −26.4 (−15.5)      | −27.0 (−16.6)      | −26.1 (−15)        | −20.4 (−4.7)       | −8.2 (17.2)        | −1.0 (30.2)        | 1.0 (33.8)         | 0.9 (33.6)         | −1.7 (28.9)        | −8.4 (16.9)        | −15.7 (3.7)        | −22.8 (−9)         | −13.0 (8.6)        |
| 最低気温記録 °C （°F）      | −42.0 (−43.6)      | −44.6 (−48.3)      | −45.0 (−49)        | −38.2 (−36.8)      | −31.5 (−24.7)      | −12.3 (9.9)        | −4.9 (23.2)        | −6.5 (20.3)        | −21.4 (−6.5)       | −29.8 (−21.6)      | −34.9 (−30.8)      | −57.7 (−71.9)      | −57.7 (−71.9)      |
| 降水量 mm （inch）          | 7 (0.28)           | 7 (0.28)           | 5 (0.2)            | 7 (0.28)           | 8 (0.31)           | 10 (0.39)          | 21 (0.83)          | 25 (0.98)          | 17 (0.67)          | 13 (0.51)          | 10 (0.39)          | 8 (0.31)           | 138 (5.43)         |
| 平均降雨日数                | 0.1                | 0.2                | 0.03               | 0.3                | 4                  | 9                  | 14                 | 17                 | 11                 | 2                  | 1                  | 0.2                | 59                 |
| 平均降雪日数                | 13                 | 13                 | 12                 | 14                 | 17                 | 9                  | 3                  | 6                  | 15                 | 22                 | 16                 | 13                 | 153                |
| % 湿度                      | 79                 | 80                 | 80                 | 81                 | 85                 | 87                 | 88                 | 89                 | 86                 | 81                 | 79                 | 79                 | 83                 |
| 平均月間日照時間            | 2                  | 59                 | 195                | 267                | 199                | 233                | 226                | 125                | 73                 | 50                 | 4                  | 0                  | 1,433              |
| 出典1：Климат о. Врангеля   |                    |                    |                    |                    |                    |                    |                    |                    |                    |                    |                    |                    |                    |
| 出典2：NOAA (sun 1961–1990) |                    |                    |                    |                    |                    |                    |                    |                    |                    |                    |                    |                    |                    |

## 世界遺産

### 登録基準
この世界遺産は世界遺産登録基準のうち、以下の条件を満たし、登録された（以下の基準は世界遺産センター公表の登録基準からの翻訳、引用である）。
- (9) 陸上、淡水、沿岸および海洋生態系と動植物群集の進化と発達において進行しつつある重要な生態学的、生物学的プロセスを示す顕著な見本であるもの。
- (10) 生物多様性の本来的保全にとって、もっとも重要かつ意義深い自然生息地を含んでいるもの。これには科学上または保全上の観点から、すぐれて普遍的価値を持つ絶滅の恐れのある種の生息地などが含まれる。